# 츠나데

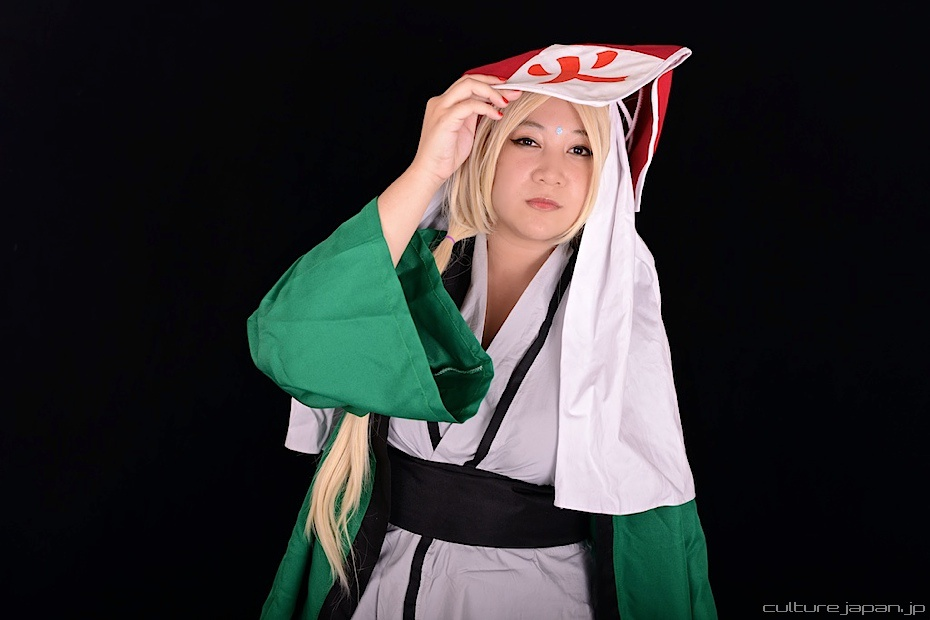
코스프레 모습

츠나데(綱手)는 만화 《나루토》의 등장인물이다. 모티브는 작가 키시모토 마사시가 즐겨 하던 게임 천외마경 시리즈의 등장인물인 츠나데의 이름에서 따왔다.
성우: 카츠키 마사코 / 송도영
3대 호카게 사루토비 히루젠의 제자이며, 지라이야, 오로치마루와 함께 전설의 3닌자이다. 최고의 의료닌자로서 명성이 높으며 특히 여자 닌자들에게서 동경의 대상이 되고 있다. 초대 호카게 센쥬 하시라마의 손녀이다.
초대 호카게에게서 물려받은 소중한 목걸이를 나루토에게 선물한다. 지라이야의 부탁을 받아들여, 나뭇잎 마을의 5대 호카게로 취임한다. 소환수로는 민달팽이 카츠유를 사용한다.
아카츠키가 나뭇잎 마을을 침공하였을 당시, 마을 사람들을 지키기 위하여 카츠유를 모든 사람들에게 붙인 뒤 자신의 차크라를 나누어 주었다. 그러나 이때 음의 봉인까지 해제하는 등 무리하게 과다한 차크라를 소비하여, 혼수 상태에 빠졌다. 단조가 사망한 뒤 다시 깨어났으며 호카게 자리로 복귀한다.